# Union Depot (Michigan)
Het Union Depot is een voormalig spoorwegstation in Lansing, Michigan, in de Verenigde Staten.
Het station werd geopend in 1902 door de Michigan Central Railroad en Pere Marquette Railroads. Het station werd voor personenvervoer in 1972 gesloten en in 1978 door Peter Jubeck gekocht die het omvormde tot een restaurant met de naam Clara's Lansing Station. 